# Trusina (Berkovići, BiH)
Trusina je naseljeno mjesto u općini Berkovići, Republika Srpska, BiH.

## Povijest
Do potpisivanja Daytonskog mirovnog sporazuma bilo je u sastavu općine Stolac koja je ušla u sastav Federacije BiH.

## Stanovništvo

### 1991.
Nacionalni sastav stanovništva 1991. godine, bio je sljedeći:
ukupno: 122
- Srbi - 117
- Jugoslaveni - 5

### 2013.
Nacionalni sastav stanovništva 2013. godine, bio je sljedeći:
ukupno: 61
- Srbi - 59
- Hrvati - 1
- Bošnjaci - 1